# Tortura nadziei
Tortura nadziei – polski film historyczny na podstawie opowiadania Auguste de Villiersa de L'Isle-Adama.

## Główne role
- Henryk Boukołowski - lekarz Aser
- Władysław Hańcza - Wielki Inkwizytor
- Henryk Borowski - inkwizytor
- Janusz Kłosiński - zakonnik
- Joanna Kostusiewicz - Ines

## Fabuła
Przed Wielkim Inkwizytorem staje medyk oskarżony o herezje. Ponieważ nie przyznaje się do winy, ma być poddany torturom.